# Ridgefield (Connecticut)
Pour les articles homonymes, voir Ridgefield.
Ridgefield est une ville située dans le comté de Fairfield, dans l'État du Connecticut, aux États-Unis. Lors du recensement de 2010, Ridgefield avait une population totale de 24 638 habitants.

## Géographie
Selon le Bureau du Recensement des États-Unis, la superficie de la municipalité est de 35,02 milles carrés (90,7 km2), dont 34,52 milles carrés (89,41 km2) de terres et 0,5 milles carrés (1,29 km2) de plans d'eau (soit 1,42 %).

## Histoire
Ridgefield devient une municipalité en 1708. Déjà appelée « haute terre » (Caudatowa) par les amérindiens, la ville doit son nom aux crêtes (en anglais : ridges) situées sur son territoire.
C'est dans cette ville qu'en 1777 se déroula la célèbre bataille de Ridgefield (The battle of Ridgefield), où les généraux Benedict Arnold et David Wooster ont essayé de tenir à distance les Anglais.

## Démographie
Lors du recensement de 2010, la municipalité de Ridgefield comptait 24 638 habitants, dont 7 645 dans le bourg de Ridgefield (Ridgefield CDP).
D'après le recensement de 2000, il y avait 23 643 habitants, 8 433 ménages, et 6 611 familles dans la ville. La densité de population était de 265,1 hab/km2. Il y avait 8 877 maisons avec une densité de 99,5 maisons/km2. La décomposition ethnique de la population était : 96,12 % blancs ; 0,62 % noirs ; 0,09 % amérindiens ; 2,08 % asiatiques ; 0,03 % natifs des îles du Pacifique ; 0,36 % des autres races ; 0,36 % de deux ou plus races. 1,97 % de la population était hispanique ou Latino de n'importe quelle race.
Il y avait 8 433 ménages, dont 43,0 % avaient des enfants de moins de 18 ans, 70,6 % étaient des couples mariés, 6,0 % avaient une femme qui était parent isolé, et 21,6 % étaient des ménages non-familiaux. 18,9 % des ménages étaient constitués de personnes seules et 7,5 % de personnes seules de 65 ans ou plus. Le ménage moyen comportait 2,78 personnes et la famille moyenne avait 3,21 personnes.
Dans la ville la pyramide des âges était 30,6 % en dessous de 18 ans, 3,2 % de 18 à 24, 27,8 % de 25 à 44, 27,5 % de 45 à 64, et 10,9 % qui avaient 65 ans ou plus. L'âge médian était 39 ans. Pour 100 femmes, il y avait 92,8 hommes. Pour 100 femmes de 18 ans ou plus, il y avait 89,4 hommes.
Le revenu médian par ménage de la ville était 107 351 dollars US, et le revenu médian par famille était $127 981. Les hommes avaient un revenu médian de $100 000+ contre $50 236 pour les femmes. Le revenu par habitant de la ville était $51 795. 2,4 % des habitants et 1,3 % des familles vivaient sous le seuil de pauvreté. 1,7 % des personnes de moins de 18 ans et 5,3 % des personnes de plus de 65 ans vivaient sous le seuil de pauvreté.
| 1790  | 1800  | 1810  | 1820  | 1830  | 1840  |
| ----- | ----- | ----- | ----- | ----- | ----- |
| 1 947 | 2 025 | 2 103 | 2 310 | 2 305 | 2 474 |

| 1850  | 1860  | 1870  | 1880  | 1890  | 1900  |
| ----- | ----- | ----- | ----- | ----- | ----- |
| 2 337 | 2 213 | 1 919 | 2 028 | 2 235 | 2 626 |

| 1910  | 1920  | 1930  | 1940  | 1950  | 1960  |
| ----- | ----- | ----- | ----- | ----- | ----- |
| 3 118 | 2 707 | 3 580 | 3 900 | 4 356 | 8 165 |

| 1970   | 1980   | 1990   | 2000   | 2010   | - |
| ------ | ------ | ------ | ------ | ------ | - |
| 18 188 | 20 120 | 20 919 | 23 643 | 24 638 | - |